# Anse Boileau

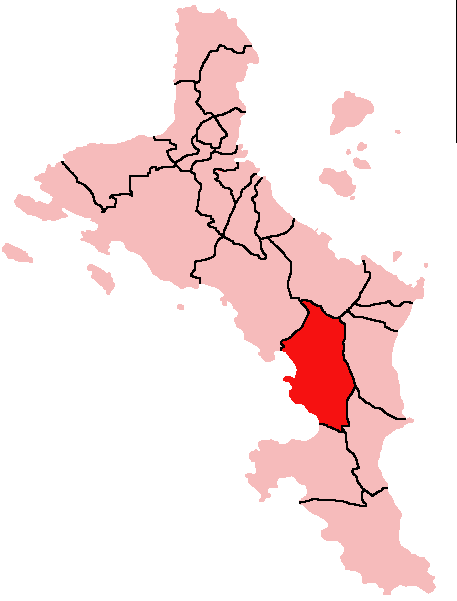
Położenie dystryktu Anse Boileau na wyspie Mahé

Anse Boileau – dystrykt na Seszelach położony w południowej części wyspy Mahé. Jego stolicą jest Anse Boileau.